# 1810 o los libertadores de México
1810 o los libertadores de México ist ein mexikanischer Stummfilm aus dem Jahr 1916, bei dem Carlos Martínez de Arredondo und Manuel Cirerol Sansores Regie führten. Es handelte sich um einen Historienfilm, der zur Zeit des Mexikanischen Unabhängigkeitskriegs spielt. Der Film wurde von dem Studio Cirmar Films produziert und war der erste Film in der Geschichte des mexikanischen Films, der eine Spielzeit von über einer Stunde hatte.

## Handlung
1810 helfen Carmen, ihr Bruder Lukas und Martín einem indianischen Flüchtling. Als dies entdeckt wird, werden die drei inhaftiert. Carmen hat außerdem die Annäherungsversuche eines spanischen Beamten zurückgewiesen. Trotz der frühen Aufdeckung ihrer Verschwörung startet Miguel Hidalgo mit anderen Mexikanern den Aufstand gegen die spanische Kolonialmacht. Im Zuge dieser Entwicklung wird Carmen befreit und kann wieder mit ihrem Geliebten Nicolás zusammenleben.

## Hintergrund
1810 o los libertadores de México war der erste mexikanische Film, der eine Länge von über einer Stunde hatte. Das Drehbuch wurde von dem yucatanischen Dichter Arturo Peón Contreras verfasst. Der Film, für den manchmal auch der Titel 1810 o Los Libertadores! angegeben wird, wurde in Yucatan von der Gesellschaft Cirmar Films gedreht. Dort hatte 1810 o los libertadores de México auch Premiere, bevor der Film am 15. September 1916, dem Vorabend des Unabhängigkeitstages, erstmals in Mexiko-Stadt gezeigt wurde. In einigen Quellen ist umstritten, wer von Carlos Martínez de Arredondo und Manuel Cirerol Sansores der Regisseur war, oder ob beide Co-Regisseure waren.